# Regio S-Bahn Ortenau
Die Regio S-Bahn Ortenau ist ein Schienenpersonennahverkehrs-Netz in der Ortenau, das von der SWEG Südwestdeutsche Landesverkehrs-GmbH betrieben wird. Der Mittelpunkt des Netzes ist der Bahnhof Offenburg, welcher als Eisenbahnknoten zwischen den Regio S-Bahn-Linien (RS), dem übrigen Schienenpersonennahverkehr und dem Schienenpersonenfernverkehr fungiert. 

## Geschichte

### Ortenau-S-Bahn GmbH
Die Ortenau-S-Bahn GmbH (kurz: OSB) war eine 100-prozentige Tochtergesellschaft der SWEG Südwestdeutsche Landesverkehrs-GmbH und ist seit 2014 ein Verkehrsbetrieb der SWEG. Die GmbH betrieb von Mai 1998 bis Dezember 2014 den Schienenpersonennahverkehr auf mehreren Strecken im Ortenaukreis sowie ab 2003 zusätzlich Verbindungen nach Straßburg (Frankreich) und ab Dezember 2004 entlang der Kinzig nach Freudenstadt. Der Name wird weiterhin als Marke der SWEG verwendet, seitdem das Unternehmen Ortenau-S-Bahn GmbH nicht mehr existiert. Seit dem Fahrplanwechsel im Dezember 2024 wird das Liniennetz als Regio S-Bahn Ortenau vermarktet, der Verkehrsbetrieb selber trägt dennoch weiterhin den Namen Ortenau-S-Bahn.

### Verkehr 2014–2021
Ab dem Fahrplanwechsel im Dezember 2014 galt ein neuer Verkehrsvertrag, der bis 2021 lief. Das Angebot wurde ausgeweitet, unter anderem, um die Verbindung Hausach–Hornberg auf der Schwarzwaldbahn mit dem neuen Haltepunkt Gutach Freilichtmuseum beim Vogtsbauernhof anzubinden. Diese Linie wurde in Hausach bei einzelnen Verbindungen im Berufsverkehr mit den Zügen nach Freudenstadt geflügelt (geteilt), ansonsten pendelte ein Triebwagen zwischen Hausach und Hornberg. Außerdem wurden die Achertal- und die Harmersbachtalbahn in das Netz einbezogen, auf beiden Strecken wurde das Angebot zu einem annähernden Stundentakt verdichtet und bis in den Abend hinein ausgeweitet. Somit werden die Strecken der Achertal- und Harmersbachtalbahn von der SWEG nicht mehr eigenwirtschaftlich betrieben, sondern als vom Land Baden-Württemberg bestellte Leistung laut Verkehrsvertrag. Eine dauerhafte Finanzierung beider Strecken und deren Aufrechterhaltung sind gesichert. Auf der Strecke Offenburg–Kehl werden nun zwei zusätzliche Zugpaare eingesetzt, um bisherige Lücken im Fahrplan am Vormittag und am Abend zu schließen. Auf der Renchtalbahn (Bad Griesbach–Offenburg) wird für Schüler morgens eine zusätzliche Fahrt angeboten. Darüber hinaus sieht der Verkehrsvertrag eine Beschaffung zweier behindertengerechter Triebwagen für das Zusatzangebot vor, eine Ausstattung aller Triebwagen mit WLAN, höhere Kapazitäten für die Fahrradmitnahme auf der Verbindung Hausach–Freudenstadt sowie Optimierungen beim Informationssystem.

### Einführung der Marke „Regio S-Bahn Ortenau“ (2024)
Der Zugverkehr der SWEG im Netz 8 („Ortenau“) wird ab dem Fahrplanwechsel zum 15. Dezember 2024 unter der Marke „Regio S-Bahn Ortenau“ betrieben. Dies beinhaltet hauptsächlich die Änderung der Linienbezeichnungen. Die bisherigen Regionalbahnlinien RB20, RB22, RB24 und RB25 werden nun als RS 1 (Offenburg – Freudenstadt), RS 2 (Offenburg – Bad Griesbach), RS 3 (Achern – Ottenhöfen), RS 4 (Offenburg – Straßburg), RS 11 (Hausach – Hornberg) und RS 12 (Biberach(Baden) – Oberharmersbach-Riersbach) geführt. Die Haltepunkte Hubacker, Ramsbach-Höfle, Ramsbach-Birkhof, Ibach, Löcherberg sowie Kirnbach-Grün und Oberachern Bindfadenfabrik werden ab dem Fahrplanwechsel nur als Bedarfshalte bedient. Zeitgleich zur Einführung der neuen Marke werden nun auf 5 von 6 Linien die Mireo Fahrzeuge eingesetzt. Hierfür wurden im Vorfeld zwei Oberleitungsinseln gebaut und mehrere Bahnsteige verlängert.

## Linien
Zum Fahrplanwechsel am 15. Dezember 2024 wurden die bestehenden Liniennamen von Regionalbahn (RB) auf Regio S-Bahn (RS) umgestellt.
| Linie (seit 2024) | Linie (bis 2024) | Verlauf                                                                    | Gesamtlänge / Länge nicht elektrifiziert | Takt                                                                               | Fahrzeuge im Regelbetrieb                       | Befahrene Strecken                                          |
| ----------------- | ---------------- | -------------------------------------------------------------------------- | ---------------------------------------- | ---------------------------------------------------------------------------------- | ----------------------------------------------- | ----------------------------------------------------------- |
| RS 1              | RB20             | Offenburg – Biberach – Hausach – Schiltach – Alpirsbach – Freudenstadt Hbf | 72,2 km / 39 km                          | 60 min 30 min (Offenburg – Hausach) 1                                              | Siemens Mireo Plus B                            | Schwarzwaldbahn Hausach–Schiltach Eutingen im Gäu–Schiltach |
| RS 2              | RB20             | (Hausach –) 1 Offenburg – Appenweier – Oberkirch – Oppenau – Bad Griesbach | (70,2 km / 29,5 km) 37,2 km / 29,5 km    | 60 min                                                                             | Siemens Mireo Plus B                            | Schwarzwaldbahn Rheintalbahn Renchtalbahn                   |
| RS 3              | RB24             | (Offenburg – Appenweier –) Achern – Kappelrodeck – Ottenhöfen              | 10,7 km / 10,7 km                        | 60 min (Achern – Ottenhöfen) zwei Zugpaare (Offenburg – Achern)                    | Siemens Mireo Plus B                            | Achertalbahn                                                |
| RS 4              | RB25             | Offenburg – Appenweier Kehl – Straßburg (F)                                |                                          | 30 min (Offenburg – Strasbourg) ein Zugpaar (bis Kreisschulzentrum)                | Stadler Regio-Shuttle RS 1 Alstom Coradia A TER | Europabahn                                                  |
| RS 11             | RB20a            | Hausach – Gutach Freilichtmuseum – Hornberg                                | 9,5 km / 0 km                            | 60 min                                                                             | Siemens Mireo Plus B                            | Schwarzwaldbahn                                             |
| RS 12             | RB22             | (Offenburg –) Biberach(Baden) – Oberharmersbach-Riersbach                  | 10,6 km / 10,6 km                        | 60 min (Biberach – Oberharmersbach-Riersbach) drei Zugpaare (Offenburg – Biberach) | Siemens Mireo Plus B                            | Harmersbachtalbahn                                          |

Einige Fahrten werden über den Start/Zielpunkt hinaus verlängert. So verkehren beispielsweise einige RS12 weiter nach Offenburg, oder einzelne RS1 weiter nach Kehl.

## Fahrzeuge

### Siemens Mireo Plus B

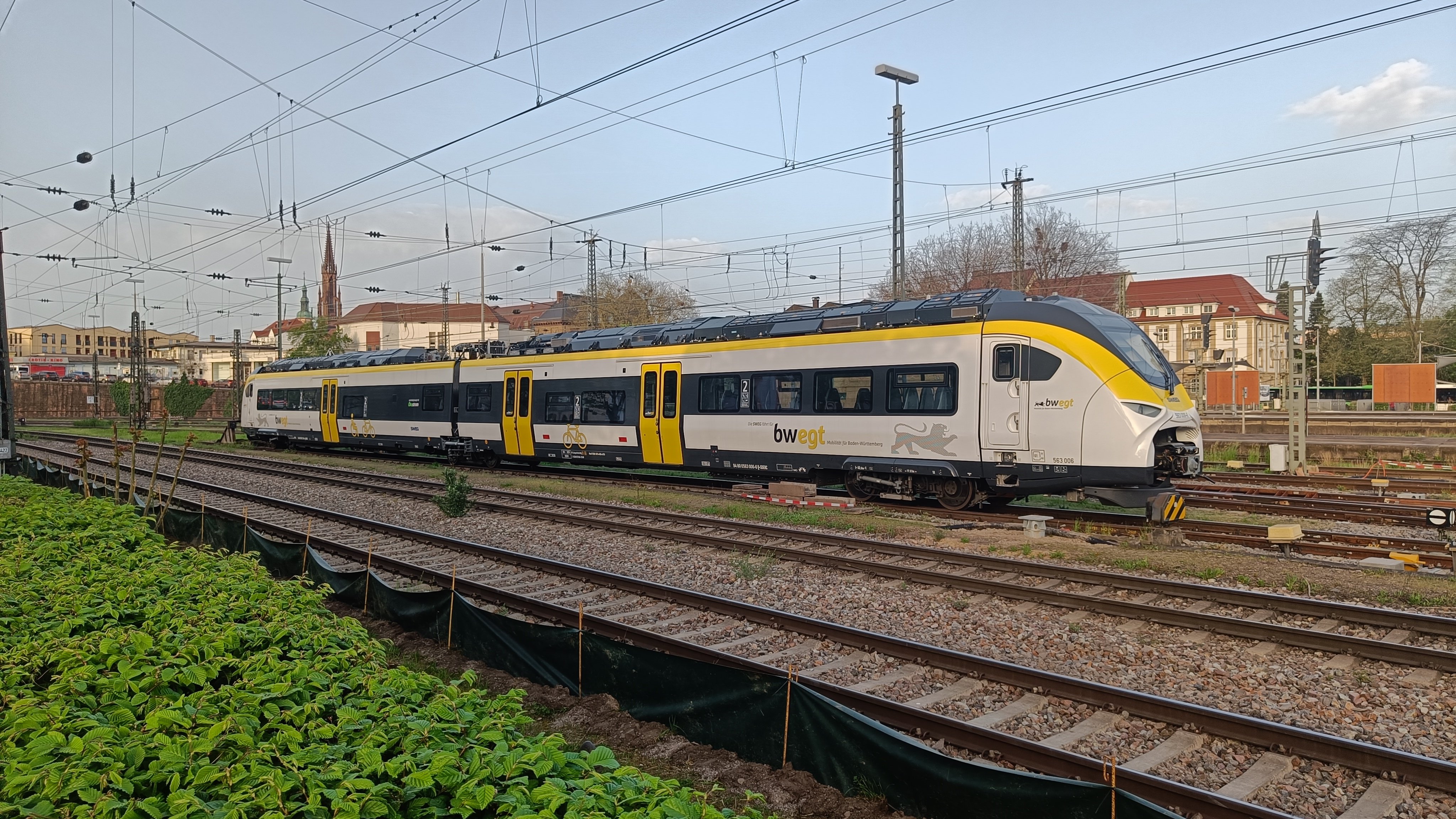
Siemens Mireo Plus B abgestellt im Bahnhof Offenburg

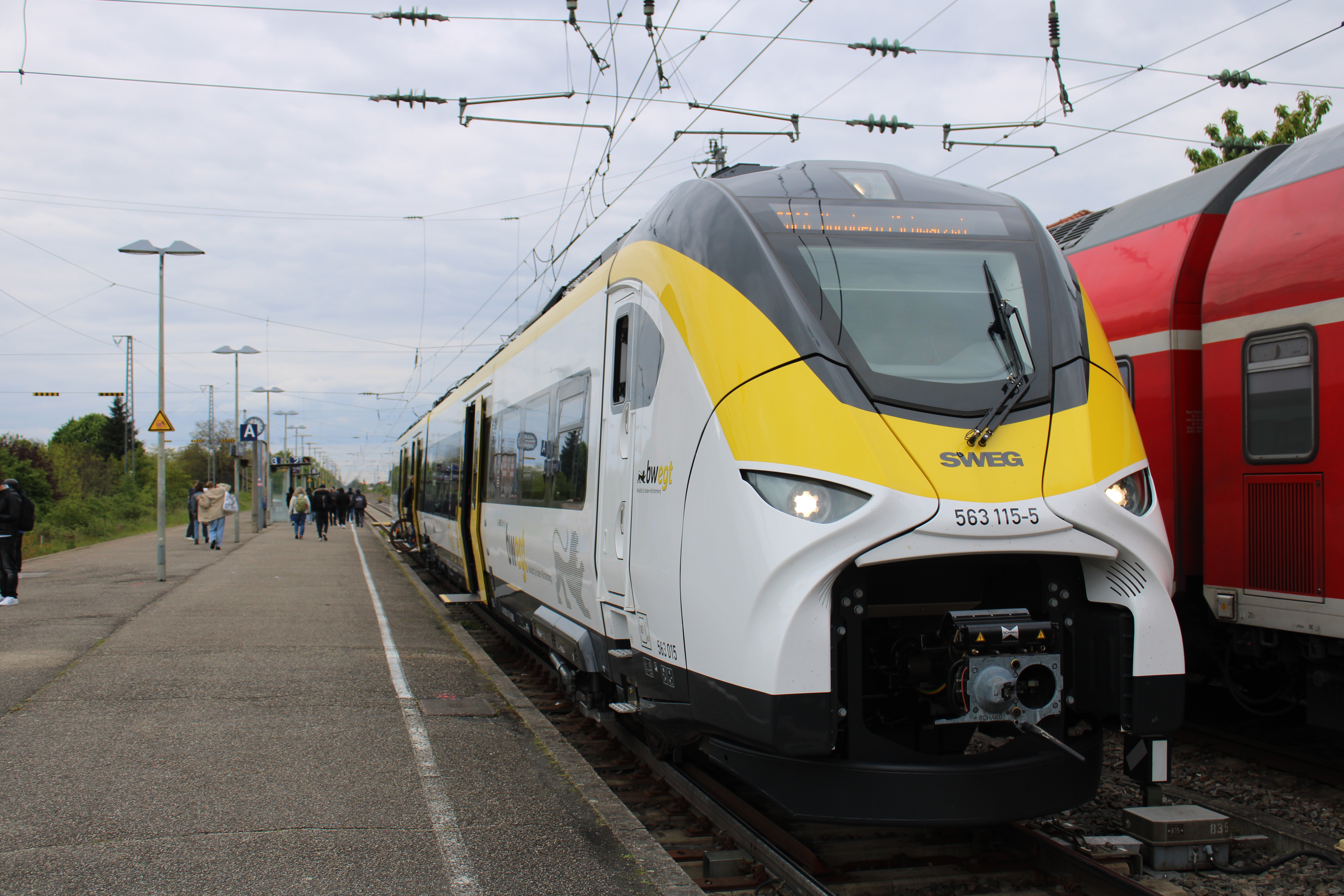
Mireo Plus B im Gengenbacher Bahnhof

Zum Fahrplanwechsel im Dezember 2023 sollten auf allen Strecken, außer der Europabahn, 27 fabrikneue Triebzüge vom Typ Siemens Mireo Plus B eingesetzt werden, der Einsatz verspätete sich jedoch um mehrere Monate, sodass die ersten mit einer Premierenfahrt und einer Zugtaufe im Offenburger Bahnhof am 8. April 2024 in den Regelbetrieb genommen wurden. Die zweiteiligen Züge haben eine Höchstgeschwindigkeit von 140 Kilometern pro Stunde und bieten 120 Sitzplätze. Die Nahverkehrszüge fahren vollelektrisch und besitzen Lithium-Ionen-Batterien, um die nicht elektrifizierten Streckenabschnitte befahren zu können. Die Akkus werden über die bestehende Oberleitung auf der Schwarzwaldbahn zwischen Offenburg und Hausach und der Rheintalbahn zwischen Offenburg und Appenweier aufgeladen und haben eine reale Reichweite von 80 Kilometern. Für Linien, die nicht auf Strecken mit Oberleitungen verkehren, wurden Oberleitungsinseln in Biberach und Achern errichtet. Die Züge werden durch den Hersteller Siemens Mobility in der Werkstatt der SWEG in Offenburg für 29½ Jahre gewartet.
| Fahrzeugnummer | Fahrzeugnummer | Fahrzeugname | Hersteller | Bemerkung                                                                   |
| -------------- | -------------- | ------------ | ---------- | --------------------------------------------------------------------------- |
| ET 001         | 563 001        | Offenburg    | Siemens    |                                                                             |
| ET 002         | 563 002        |              | Siemens    | Über Siemens Smart Train Lease für den Tesla GigaTrain an die NEB verliehen |
| ET 003         | 563 003        | Ottenhöfen   | Siemens    |                                                                             |
| ET 004         | 563 004        | Kappelrodeck | Siemens    |                                                                             |
| ET 005         | 563 005        |              | Siemens    |                                                                             |
| ET 006         | 563 006        |              | Siemens    | Über Siemens Smart Train Lease für den Tesla GigaTrain an die NEB verliehen |
| ET 007         | 563 007        |              | Siemens    |                                                                             |
| ET 008         | 563 008        |              | Siemens    |                                                                             |
| ET 009         | 563 009        |              | Siemens    |                                                                             |
| ET 010         | 563 010        |              | Siemens    |                                                                             |
| ET 011         | 563 011        |              | Siemens    |                                                                             |
| ET 012         | 563 012        |              | Siemens    |                                                                             |
| ET 013         | 563 013        |              | Siemens    |                                                                             |
| ET 014         | 563 014        |              | Siemens    |                                                                             |
| ET 015         | 563 015        |              | Siemens    |                                                                             |
| ET 016         | 563 016        |              | Siemens    |                                                                             |
| ET 017         | 563 017        |              | Siemens    |                                                                             |
| ET 018         | 563 018        |              | Siemens    |                                                                             |
| ET 019         | 563 019        |              | Siemens    |                                                                             |
| ET 020         | 563 020        |              | Siemens    |                                                                             |
| ET 021         | 563 021        |              | Siemens    |                                                                             |
| ET 022         | 563 022        |              | Siemens    |                                                                             |
| ET 023         | 563 023        |              | Siemens    |                                                                             |
| ET 024         | 563 024        |              | Siemens    | Wurden über Siemens Smart Train Lease an die NEB verliehen                  |
| ET 025         | 563 025        |              | Siemens    | Wurden über Siemens Smart Train Lease an die NEB verliehen                  |
| ET 026         | 563 026        |              | Siemens    |                                                                             |
| ET 027         | 563 027        |              | Siemens    |                                                                             |

Seit der Premierenfahrt vom 8. April 2024 wurden kontinuierlich immer mehr Umläufe mit Mireos gefahren. Auf der Kinzigtalbahn zwischen Hausach und Freudenstadt wurden weiterhin Regio Shuttle eingesetzt, was einen Umstieg in Hausach erforderte. Zum Fahrplanwechsel im Dezember 2024 wurden auch hier Mireo Plus B eingesetzt, was den Umstieg in Hausach hinfällig machte.

### Adtranz/Stadler Regio Shuttle RS1 (bis Fahrplanwechsel 2023/2024)

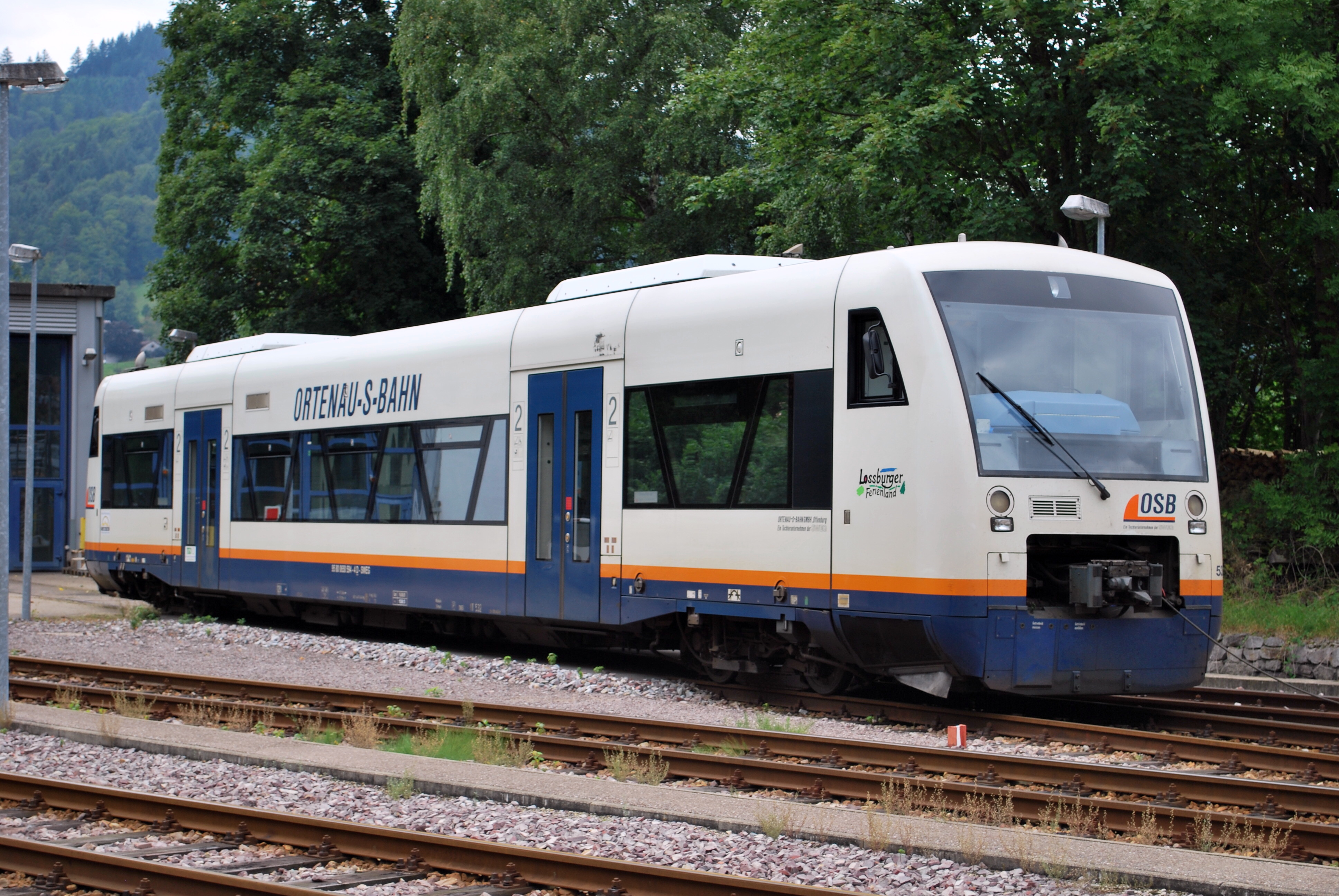
Von Stadler Rail gelieferter OSB-Triebwagen in Ottenhöfen

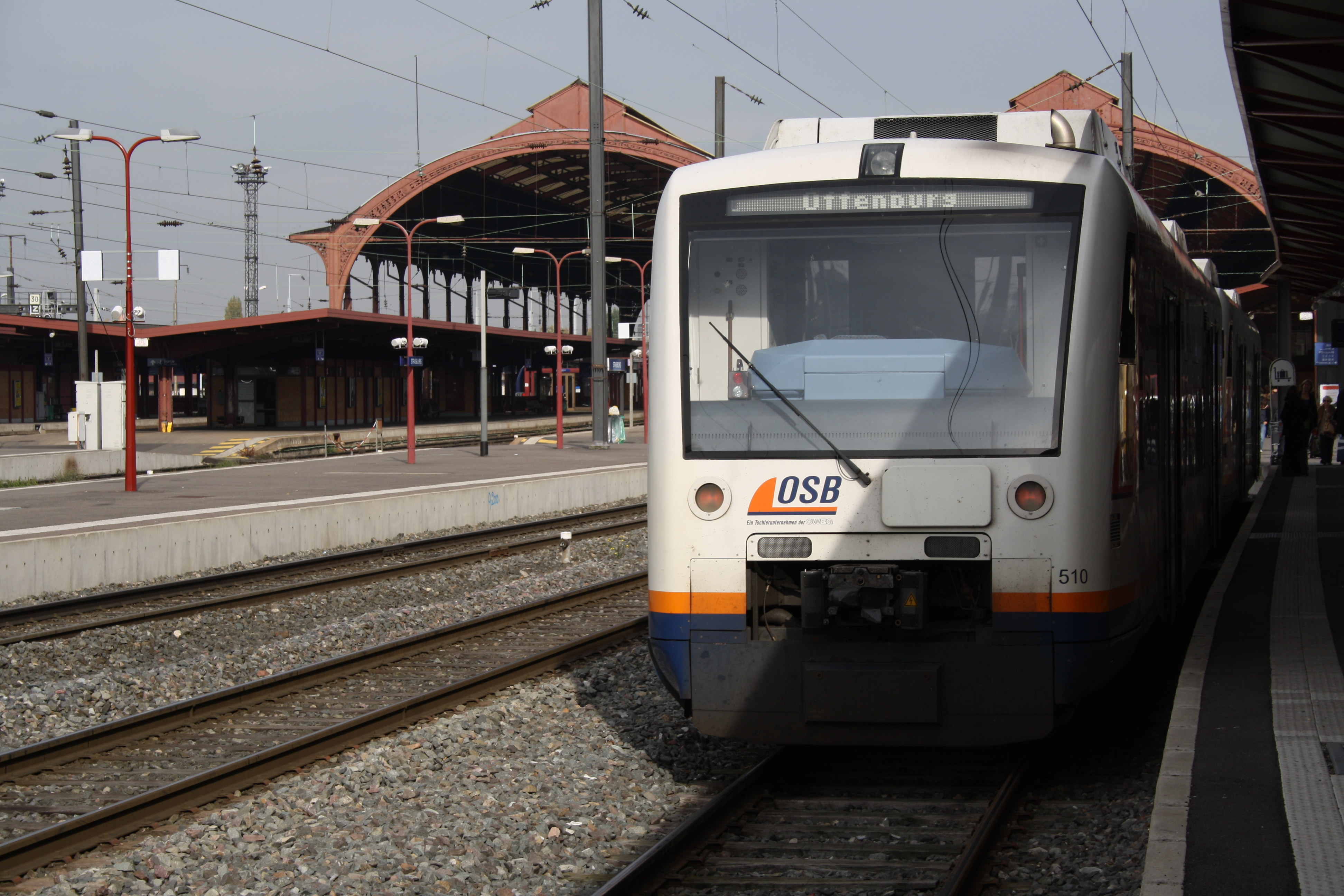
Triebwagen mit SNCF-Zulassung im französischen Bahnhof Strasbourg-Ville

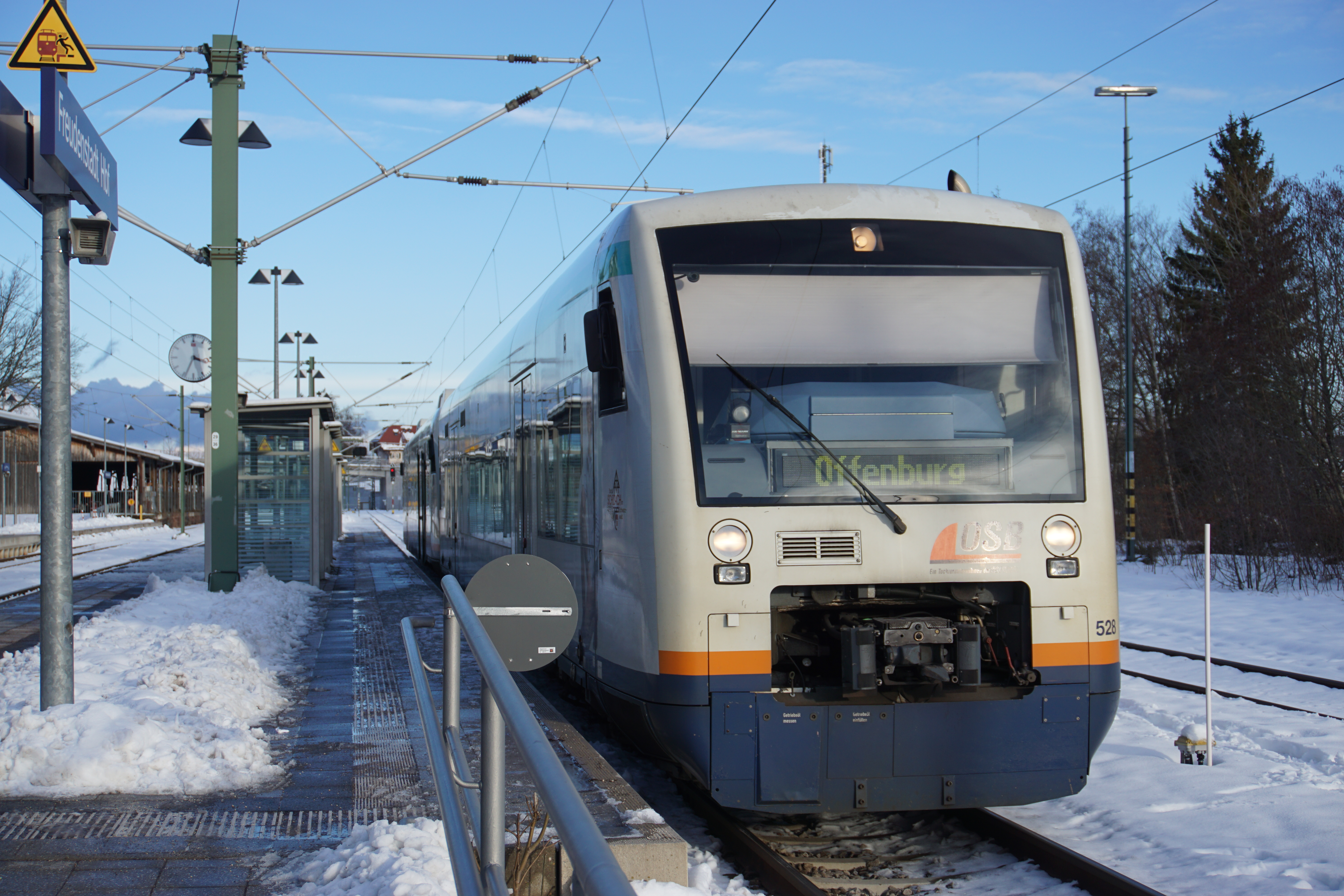
Triebwagen 528 (Stadler), Zugzielanzeiger und oberes Spitzenlicht sind tiefergesetzt

Die Ortenau-S-Bahn GmbH verfügte über 24 Fahrzeuge vom Typ Regio-Shuttle RS1, die von Beginn an der Muttergesellschaft SWEG gehörten. Die ersten 18 Triebwagen wurden noch bei Adtranz gebaut, fünf dieser Fahrzeuge besitzen die SNCF-Zulassung, um auf der Bahnstrecke Appenweier–Strasbourg nach dem Bahnhof Kehl den Haltepunkt Krimmeri-Meinau und den Bahnhof Strasbourg-Ville zu bedienen. Die sechs Triebwagen VT 527–532 wurden von Stadler Rail im Juni 2005 geliefert, sie verfügen über ein Fahrgastinformationssystem. Der Zugzielanzeiger befindet sich unterhalb der Frontscheibe, das obere Spitzenlicht ist an dessen bisheriger Stelle in den Bereich der Scheibe integriert. 2014 wurden alle OSB RS 1, zusätzlich VT 506 bis 508, modernisiert und einige erhielten das Bwegt-Design und tragen daher nicht mehr den Namen und das Wappen der Stadt, nach welcher sie benannt sind. Seitdem verfügen alle originalen OSB-Fahrzeuge über ein Fahrgastinformationssystem und WLAN.

Das Bahnbetriebswerk aller Ortenau-S-Bahn-Triebwagen ist das Bahnbetriebswerk Ottenhöfen, einzelne Triebwagen werden auch in Oberharmersbach-Riersbach lediglich abgestellt. 2014 wurden für das erweiterte Angebot zwei weitere Regio-Shuttle gebraucht gekauft. Seit der Auflösung der Tochtergesellschaft waren im Netz der OSB zusätzlich weitere RS 1 im Einsatz, unter anderem VT 501, 503 und 505 bis 508 (Alle SWEG eigene Fahrzeuge). Des Weiteren waren einige ehemalige Breisgau-S-Bahn Fahrzeuge im Einsatz, z. B. VT 012 und 017 bis 019. Aktuell (Stand 2025) sind nur noch VT 509 bis 513 für den Verkehr nach Frankreich im Einsatz. Die restlichen Fahrzeuge sind auf der Achertal- bzw. Harmersbachtalbahn abgestellt oder wurden bereits verkauft.
| Fahrzeugbezeichnung | Fahrzeugname            | Hersteller | Bemerkung                           |
| ------------------- | ----------------------- | ---------- | ----------------------------------- |
| VT 509              | Oberharmersbach         | Adtranz    | mit SNCF-Zulassung                  |
| VT 510              | Oberkirch               | Adtranz    | mit SNCF-Zulassung                  |
| VT 511              | Kappelrodeck            | Adtranz    | mit SNCF-Zulassung                  |
| VT 512              | Oppenau                 | Adtranz    | mit SNCF-Zulassung                  |
| VT 513              | Stadt Achern            | Adtranz    | mit SNCF-Zulassung                  |
| VT 514              | Bad Peterstal-Griesbach | Adtranz    |                                     |
| VT 515              | Haslach                 | Adtranz    | Außenwerbung E-Werk Mittelbaden     |
| VT 516              | Zell a. H.              | Adtranz    |                                     |
| VT 517              | Steinach                | Adtranz    | Verkauft, fährt aktuell für die WEG |
| VT 518              | Hausach                 | Adtranz    | Verkauft, fährt aktuell für die WEG |
| VT 519              | Ottenhöfen              | Adtranz    |                                     |
| VT 520              | Offenburg               | Adtranz    |                                     |
| VT 521              | Kreisstadt Kehl         | Adtranz    |                                     |
| VT 522              | Gengenbach              | Adtranz    | Verkauft, fährt für die Rurtalbahn  |
| VT 523              | Lautenbach              | Adtranz    |                                     |
| VT 524              | Biberach                | Adtranz    |                                     |
| VT 525              | Willstätt               | Adtranz    |                                     |
| VT 526              | Appenweier              | Adtranz    | Verkauft, fährt für die Rurtalbahn  |
| VT 527              | Wolfach                 | Stadler    |                                     |
| VT 528              | Schiltach               | Stadler    | Außenwerbung Hansgrohe              |
| VT 529              | Schenkenzell            | Stadler    |                                     |
| VT 530              | Freudenstadt            | Stadler    |                                     |
| VT 531              | Alpirsbach              | Stadler    |                                     |
| VT 532              | Loßburg                 | Stadler    |                                     |

## Kritik
Anfangs, d. h. bei den ersten Dieseltriebzügen, gab es Kritik an den Fahrzeugen der Ortenau-S-Bahn, bemängelt wurden beispielsweise die fehlende Schallisolierung der Motoren und die fehlenden Toiletten. Des Weiteren wurde auch die fehlerhafte Anordnung der Abgasrohre bemängelt, welche direkt vor den Ansaugöffnungen der Klimaanlage installiert waren. Dieser Konstruktionsfehler wurde inzwischen beseitigt.
Die Einführung der neuen Mireo-Triebfahrzeuge erforderte den Bruch der Linie RB20 in Hausach. Der entstehende Umstieg erntete Kritik der Pendler, die nun nicht nur den Komfortverlust, sondern auch verpasste Anschlusszüge in Kauf nehmen mussten. Ab dem Fahrplanwechsel Dezember 2024 verkehren die Züge als RS1 wieder ununterbrochen zwischen Offenburg und Freudenstadt. Um dies mit den neuen Mireo Fahrzeugen möglich zu machen, müssen laut dem Betreiber und dem Verkehrsministerium die meisten Halte in Schenkenzell und Loßburg-Rodt aufgegeben werden. Lediglich einzelne morgendliche Züge können noch in Schenkenzell und Loßburg-Rodt halten. Grund ist eine fehlende Weiche im Bahnhof Freudenstadt, die DB InfraGo voraussichtlich erst zum Fahrplanwechsel 2026/2027 einbauen wird.